# جسرت‌نبتی
جِسرت‌نبِتی (انگلیسی: Djeseretnebti) یا جسرت-عنخ-نبتی احتمالاً نام یک ملکهٔ در مصر باستان است. از آنجا که این نام بدون هیچ‌گونه عنوان سلطنتیِ ویژه‌ای برای ملکه آمده، مصرشناسان در مورد معنای دقیق و چگونگی خوانش آن اختلاف‌نظر دارند.

## شواهد تاریخی
نام جِسرت‌نبتی یا جِسرت-عنخ-نبتی روی برچسب‌های عاجی لباس دیده شده که در راهروهای زیرزمینی واقع در زیر هرم مدفون پادشاه دودمان سوم مصر، فرعون سخم‌خت، در سقاره کشف شده‌اند. این نام با نشان معمول «نبتی» (دو بانو) نوشته شده، اما هیچ عنوان شخصی‌ای همراه آن نیست که نشان دهد این شخص عضوی از خاندان سلطنتی بوده یا حتی واقعاً یک نام شخصی بوده باشد. مصرشناسانی مانند توبی ویلکینسون و زکریا غنیم این کتیبه را به‌صورت جسر-تی می‌خوانند و آن را با نام داخل کارتوش فرعون جسر تِتی که در فهرست شاهان ابیدوس آمده، یکسان می‌دانند.
در مقابل، پژوهشگرانی مانند وُلفگانگ هلک، پیتر کاپلونی و ژان-پیر پتس‌نیک این نام را به‌صورت جِسرت-عنخ-نبتی (به‌معنای «نجیب‌زاده‌ای که برای دو بانو زندگی می‌کند») می‌خوانند و آن را نام همسر فرعون سخم‌خت می‌دانند. آنان به چند مهر گِلی کشف‌شده در جزیرهٔ الفانتین اشاره می‌کنند که در آن‌ها نام حوروسی سخم‌خت با نام نبتی هتپ‌رِن به‌صورت متناوب آمده است، و احتمال می‌دهند که این، نام تولد اصلی خود سخم‌خت بوده باشد.